# Alpaida costai
Alpaida costai är en spindelart som beskrevs av Levi 1988. Alpaida costai ingår i släktet Alpaida och familjen hjulspindlar. Inga underarter finns listade i Catalogue of Life.